# مصطفی حسین
مصطفی حسین (عربی: مصطفى حسين؛ زادهٔ ۸ ژانویهٔ ۱۹۸۴) بازیکن هندبال اهل مصر است.